# Agnes Pihlava
Agnes Pihlava, wcześniej Agnieszka Ćwiklińska (ur. 19 marca 1980 w Lesznie) – fińska piosenkarka polskiego pochodzenia, która zyskała popularność w fińskim programie telewizyjnym, odpowiedniku Idola.
Mieszka w Hartola w Finlandii. W kraju tym znalazła się przez przypadek. Wcześniej pracowała w restauracji na granicy polsko-niemieckiej, gdzie poznała swego przyszłego męża, Markku Pihlava, pracującego jako kierowca we wschodnich Niemczech. Zamieszkali w niewielkim mieście Petäjistönkuja położonym ok. 200 km od Helsinek.
Polka podjęła pracę kucharki i uczyła się języka fińskiego. Po około roku postanowiła spróbować swych sił w fińskim wydaniu programu telewizyjnego „Idol”. Finał programu odbył się 18 grudnia 2005, a Agnes Pihlava zajęła w nim 4. miejsce.

## Dyskografia

### Albumy
- Idols-finalistit 2005 (2005), In the Shadows i Tallulah
- When the Night Falls (2006)
- Redemption (2009)

### Single
- „I Thought We Were Lovers” (2006)
- „Danger In Love” (2006)